# Vistry Group
Vistry Group er en britisk boligbyggevirksomhed, der er baseret i Kings Hill, Kent. Selskabet er børsnoteret på London Stock Exchange.
Vistry Group blev etableret i 2019 ved en fusion mellem Bovis Homes og Galliford Try's boligdivisioner.